# Land (landskap)
Pour les articles homonymes, voir Land.
Land est un district traditionnel (Landskap) du comté d'Innlandet, en Norvège. La zone comprend les municipalités de Nordre Land et de Søndre Land. Le territoire est centré sur la partie nord du Randsfjorden, au sud-est du district de Valdres.
Au début de l'âge des Vikings, avant que Harald à la Belle Chevelure ne devienne roi, Land est un petit royaume de Norvège. Après unification de la Norvège, Land devient une paroisse de l'Église de Norvège. Le 1er janvier 1838, la paroisse de Land est établie comme nouvelle municipalité de Land après l'adoption de la nouvelle loi sur les districts de formann, établissant des gouvernements municipaux dans toute la Norvège. Cette municipalité n'eut qu'une existence éphémère et fut divisée en Nordre Land et Søndre Land en 1847. Au moment de la partition, le pays comptait 9 199 habitants.